# Éliminatoires de la Coupe du monde de football 2010, zone Europe, groupe 2
Cet article donne les résultats des matches du groupe 2 de la zone Europe du tour préliminaire de la coupe du monde de football 2010.

## Classement
| Rang | Équipe     | Pts | J  | G | N | P | Bp | Bc | Diff |  | Résultats (▼ dom., ► ext.) |     |     |     |     |     |     |
| ---- | ---------- | --- | -- | - | - | - | -- | -- | ---- |  | -------------------------- | --- | --- | --- | --- | --- | --- |
| 1    | Suisse     | 21  | 10 | 6 | 3 | 1 | 18 | 8  | +10  |  | Suisse                     |     | 2-0 | 2-1 | 0-0 | 1-2 | 2-0 |
| 2    | Grèce      | 20  | 10 | 6 | 2 | 2 | 20 | 10 | +10  |  | Grèce                      | 1-2 |     | 5-2 | 2-1 | 2-1 | 3-0 |
| 3    | Lettonie   | 17  | 10 | 5 | 2 | 3 | 18 | 15 | +3   |  | Lettonie                   | 2-2 | 0-2 |     | 1-1 | 2-0 | 3-2 |
| 4    | Israël     | 16  | 10 | 4 | 4 | 2 | 20 | 10 | +10  |  | Israël                     | 2-2 | 1-1 | 0-1 |     | 7-0 | 3-1 |
| 5    | Luxembourg | 5   | 10 | 1 | 2 | 7 | 4  | 25 | -21  |  | Luxembourg                 | 0-3 | 0-3 | 0-4 | 1-3 |     | 0-0 |
| 6    | Moldavie   | 3   | 10 | 0 | 3 | 7 | 6  | 18 | -12  |  | Moldavie                   | 0-2 | 1-1 | 1-2 | 1-2 | 0-0 |     |

- La Suisse est qualifiée.
- La Grèce est barragiste.

## Résultats et calendrier
Le calendrier des matchs a été effectué en Israël, le 8 janvier 2008. Cependant, la Grèce et la Lettonie ne sont pas tombées d'accord à propos de leur confrontation aller-retour, même après le 16 janvier 2008 (date-limite). La FIFA a donc décidé de tirer au sort le calendrier. Le tirage au sort a eu lieu à Zagreb, Croatie à 16:00 CET le 30 janvier 2008, la veille du XXXII Congrès Ordinaire de l'UEFA.
| 6 septembre 2008                        | Moldavie       | 1 – 2 | Lettonie                          | Complexul Sheriff, Tiraspol                   |                                               |
| 19:00 UTC+3 · Historique des rencontres | S. Alexeev 76e |       | 8e G. Karlsons · 22e V. Astafjevs | Spectateurs : 4 300 Arbitrage : Mark Courtney | Spectateurs : 4 300 Arbitrage : Mark Courtney |
| 19:00 UTC+3 · Historique des rencontres | Rapport        |       |                                   | Spectateurs : 4 300 Arbitrage : Mark Courtney | Spectateurs : 4 300 Arbitrage : Mark Courtney |

| 6 septembre 2008                        | Israël                           | 2 – 2 | Suisse                      | Stade Ramat Gan, Tel-Aviv                       |                                                 |
| 20:55 UTC+3 · Historique des rencontres | Y. Benayoun 73e · B. Sahar 90+2e |       | 45e H. Yakin · 56e B. Nkufo | Spectateurs : 29 600 Arbitrage : Martin Hansson | Spectateurs : 29 600 Arbitrage : Martin Hansson |
| 20:55 UTC+3 · Historique des rencontres | Rapport                          |       |                             | Spectateurs : 29 600 Arbitrage : Martin Hansson | Spectateurs : 29 600 Arbitrage : Martin Hansson |

| 6 septembre 2008                        | Luxembourg | 0 – 3 | Grèce                                                        | Stade Josy Barthel, Luxembourg                   |                                                  |
| 20:15 UTC+2 · Historique des rencontres |            |       | 36e V. Torosidis · 45+1e T. Gekas · 76e (pen.) A. Charisteas | Spectateurs : 4 596 Arbitrage : Anders Hermansen | Spectateurs : 4 596 Arbitrage : Anders Hermansen |
| 20:15 UTC+2 · Historique des rencontres | Rapport    |       |                                                              | Spectateurs : 4 596 Arbitrage : Anders Hermansen | Spectateurs : 4 596 Arbitrage : Anders Hermansen |

| 10 septembre 2008                       | Moldavie         | 1 – 2 | Israël                      | Zimbru Stadium, Chișinău                               |                                                        |
| 20:30 UTC+3 · Historique des rencontres | I. Picușceac 1re |       | 39e O. Golan · 45e K. Saban | Spectateurs : 10 500 Arbitrage : Cesar Muniz Fernandez | Spectateurs : 10 500 Arbitrage : Cesar Muniz Fernandez |
| 20:30 UTC+3 · Historique des rencontres | Rapport          |       |                             | Spectateurs : 10 500 Arbitrage : Cesar Muniz Fernandez | Spectateurs : 10 500 Arbitrage : Cesar Muniz Fernandez |

| 10 septembre 2008                       | Lettonie | 0 – 2 | Grèce            | Skonto Stadion, Riga                         |                                              |
| 21:15 UTC+3 · Historique des rencontres |          |       | 10e 49e T. Gekas | Spectateurs : 8 600 Arbitrage : Tony Chapron | Spectateurs : 8 600 Arbitrage : Tony Chapron |
| 21:15 UTC+3 · Historique des rencontres | Rapport  |       |                  | Spectateurs : 8 600 Arbitrage : Tony Chapron | Spectateurs : 8 600 Arbitrage : Tony Chapron |

| 10 septembre 2008                       | Suisse       | 1 – 2 | Luxembourg                      | Stade du Letzigrund, Zurich                      |                                                  |
| 20:30 UTC+2 · Historique des rencontres | B. Nkufo 43e |       | 27e J. Strasser · 87e A. Leweck | Spectateurs : 20 500 Arbitrage : Dejan Filipovic | Spectateurs : 20 500 Arbitrage : Dejan Filipovic |
| 20:30 UTC+2 · Historique des rencontres | Rapport      |       |                                 | Spectateurs : 20 500 Arbitrage : Dejan Filipovic | Spectateurs : 20 500 Arbitrage : Dejan Filipovic |

| 11 octobre 2008                         | Suisse                     | 2 – 1 | Lettonie       | AFG Arena, St-Gall                                              |                                                                 |
| 17:45 UTC+2 · Historique des rencontres | A. Frei 63e · B. Nkufo 73e |       | 71e D. Ivanovs | Spectateurs : 18 026 Arbitrage : Lucilio Cardoso Cortez Batista | Spectateurs : 18 026 Arbitrage : Lucilio Cardoso Cortez Batista |
| 17:45 UTC+2 · Historique des rencontres | Rapport                    |       |                | Spectateurs : 18 026 Arbitrage : Lucilio Cardoso Cortez Batista | Spectateurs : 18 026 Arbitrage : Lucilio Cardoso Cortez Batista |

| 11 octobre 2008                         | Luxembourg    | 1 – 3 | Israël                                               | Stade Josy Barthel, Luxembourg              |                                             |
| 20:15 UTC+2 · Historique des rencontres | R. Peters 14e |       | 1re (pen.) Y. Benayoun · 63e O. Golan · 82e S. Toama | Spectateurs : 3 562 Arbitrage : Igor Egorov | Spectateurs : 3 562 Arbitrage : Igor Egorov |
| 20:15 UTC+2 · Historique des rencontres | Rapport       |       |                                                      | Spectateurs : 3 562 Arbitrage : Igor Egorov | Spectateurs : 3 562 Arbitrage : Igor Egorov |

| 11 octobre 2008                         | Grèce                                      | 3 – 0 | Moldavie | Stade Karaiskaki, Le Pirée                      |                                                 |
| 21:30 UTC+3 · Historique des rencontres | A. Charisteas 31e 51e · K. Katsouránis 40e |       |          | Spectateurs : 13 684 Arbitrage : Espen Berntsen | Spectateurs : 13 684 Arbitrage : Espen Berntsen |
| 21:30 UTC+3 · Historique des rencontres | Rapport                                    |       |          | Spectateurs : 13 684 Arbitrage : Espen Berntsen | Spectateurs : 13 684 Arbitrage : Espen Berntsen |

| 15 octobre 2008                         | Lettonie            | 1 – 1 | Israël          | Skonto Stadion, Riga                            |                                                 |
| 19:00 UTC+3 · Historique des rencontres | V. Koļesničenko 89e |       | 50e Y. Benayoun | Spectateurs : 7 100 Arbitrage : Vladimír Hriňák | Spectateurs : 7 100 Arbitrage : Vladimír Hriňák |
| 19:00 UTC+3 · Historique des rencontres | Rapport             |       |                 | Spectateurs : 7 100 Arbitrage : Vladimír Hriňák | Spectateurs : 7 100 Arbitrage : Vladimír Hriňák |

| 15 octobre 2008                         | Luxembourg | 0 – 0 | Moldavie | Stade Josy Barthel, Luxembourg                |                                               |
| 20:15 UTC+2 · Historique des rencontres |            |       |          | Spectateurs : 2 157 Arbitrage : Marcin Borski | Spectateurs : 2 157 Arbitrage : Marcin Borski |
| 20:15 UTC+2 · Historique des rencontres | Rapport    |       |          | Spectateurs : 2 157 Arbitrage : Marcin Borski | Spectateurs : 2 157 Arbitrage : Marcin Borski |

| 15 octobre 2008                         | Grèce             | 1 – 2 | Suisse                            | Stade Karaiskaki, Le Pirée                             |                                                        |
| 21:30 UTC+3 · Historique des rencontres | A. Charisteas 68e |       | 42e (pen.) A. Frei · 77e B. Nkufo | Spectateurs : 28 810 Arbitrage : Luis Medina Cantalejo | Spectateurs : 28 810 Arbitrage : Luis Medina Cantalejo |
| 21:30 UTC+3 · Historique des rencontres | Rapport           |       |                                   | Spectateurs : 28 810 Arbitrage : Luis Medina Cantalejo | Spectateurs : 28 810 Arbitrage : Luis Medina Cantalejo |

| 28 mars 2009                            | Luxembourg | 0 – 4 | Lettonie                                                                | Stade Josy Barthel, Luxembourg              |                                             |
| 17:00 UTC+1 · Historique des rencontres |            |       | 25e G. Karlsons · 48e A. Cauņa · 71e A. Višņakovs · 86e A. Pereplotkins | Spectateurs : 2 516 Arbitrage : Mark Whitby | Spectateurs : 2 516 Arbitrage : Mark Whitby |
| 17:00 UTC+1 · Historique des rencontres | Rapport    |       |                                                                         | Spectateurs : 2 516 Arbitrage : Mark Whitby | Spectateurs : 2 516 Arbitrage : Mark Whitby |

| 28 mars 2009                            | Israël       | 1 – 1 | Grèce        | Stade Ramat Gan, Tel-Aviv                        |                                                  |
| 21:00 UTC+3 · Historique des rencontres | O. Golan 55e |       | 42e T. Gekas | Spectateurs : 37 913 Arbitrage : Roberto Rosetti | Spectateurs : 37 913 Arbitrage : Roberto Rosetti |
| 21:00 UTC+3 · Historique des rencontres | Rapport      |       |              | Spectateurs : 37 913 Arbitrage : Roberto Rosetti | Spectateurs : 37 913 Arbitrage : Roberto Rosetti |

| 28 mars 2009                            | Moldavie | 0 – 2 | Suisse                           | Zimbru Stadium, Chișinău                         |                                                  |
| 18:45 UTC+2 · Historique des rencontres |          |       | 32e A. Frei · 90+3e G. Fernandes | Spectateurs : 10 500 Arbitrage : Dougie McDonald | Spectateurs : 10 500 Arbitrage : Dougie McDonald |
| 18:45 UTC+2 · Historique des rencontres | Rapport  |       |                                  | Spectateurs : 10 500 Arbitrage : Dougie McDonald | Spectateurs : 10 500 Arbitrage : Dougie McDonald |

| 1er avril 2009                          | Lettonie                              | 2 – 0 | Luxembourg | Skonto Stadion, Riga                          |                                               |
| 18:30 UTC+3 · Historique des rencontres | J. Žigajevs 44e · M. Verpakovskis 76e |       |            | Spectateurs : 6 700 Arbitrage : Fırat Aydınus | Spectateurs : 6 700 Arbitrage : Fırat Aydınus |
| 18:30 UTC+3 · Historique des rencontres | Rapport                               |       |            | Spectateurs : 6 700 Arbitrage : Fırat Aydınus | Spectateurs : 6 700 Arbitrage : Fırat Aydınus |

| 1er avril 2009                          | Suisse                     | 2 – 0 | Moldavie | Stade de Genève, Genève                          |                                                  |
| 20:30 UTC+2 · Historique des rencontres | B. Nkufo 20e · A. Frei 52e |       |          | Spectateurs : 20 100 Arbitrage : Gianluca Rocchi | Spectateurs : 20 100 Arbitrage : Gianluca Rocchi |
| 20:30 UTC+2 · Historique des rencontres | Rapport                    |       |          | Spectateurs : 20 100 Arbitrage : Gianluca Rocchi | Spectateurs : 20 100 Arbitrage : Gianluca Rocchi |

| 1er avril 2009                          | Grèce                                  | 2 – 1 | Israël       | Stade Pankritio, Heraklion                            |                                                       |
| 21:30 UTC+3 · Historique des rencontres | D. Salpigidis 32e · Samaras 67e (pen.) |       | 58e E. Barda | Spectateurs : 22 794 Arbitrage : Olegário Benquerença | Spectateurs : 22 794 Arbitrage : Olegário Benquerença |
| 21:30 UTC+3 · Historique des rencontres | Rapport                                |       |              | Spectateurs : 22 794 Arbitrage : Olegário Benquerença | Spectateurs : 22 794 Arbitrage : Olegário Benquerença |

| 5 septembre 2009                        | Moldavie | 0 – 0 | Luxembourg | Zimbru Stadium, Chișinău                          |                                                   |
| 19:00 UTC+2 · Historique des rencontres |          |       |            | Spectateurs : 9 000 Arbitrage : Gediminas Mazeika | Spectateurs : 9 000 Arbitrage : Gediminas Mazeika |
| 19:00 UTC+2 · Historique des rencontres | Rapport  |       |            | Spectateurs : 9 000 Arbitrage : Gediminas Mazeika | Spectateurs : 9 000 Arbitrage : Gediminas Mazeika |

| 5 septembre 2009                        | Israël  | 0 – 1 | Lettonie      | Stade Ramat Gan, Ramat Gan                    |                                               |
| 21:00 UTC+3 · Historique des rencontres |         |       | 59e K. Gorkss | Spectateurs : 20 000 Arbitrage : Knut Kircher | Spectateurs : 20 000 Arbitrage : Knut Kircher |
| 21:00 UTC+3 · Historique des rencontres | Rapport |       |               | Spectateurs : 20 000 Arbitrage : Knut Kircher | Spectateurs : 20 000 Arbitrage : Knut Kircher |

| 5 septembre 2009                        | Suisse                       | 2 – 0 | Grèce | Parc Saint-Jacques, Bâle                            |                                                     |
| 20:30 UTC+2 · Historique des rencontres | Grichting 84e · Padalino 88e |       |       | Spectateurs : 38 500 Arbitrage : Frank De Bleeckere | Spectateurs : 38 500 Arbitrage : Frank De Bleeckere |
| 20:30 UTC+2 · Historique des rencontres | Rapport                      |       |       | Spectateurs : 38 500 Arbitrage : Frank De Bleeckere | Spectateurs : 38 500 Arbitrage : Frank De Bleeckere |

| 9 septembre 2009                        | Israël                                                                   | 7 – 0 | Luxembourg | Stade Ramat Gan, Tel-Aviv                        |                                                  |
| 21:00 UTC+3 · Historique des rencontres | E. Barda 9e 21e 43e · A. Baruchyan 15e · O. Golan 58e · B. Sahar 62e 84e |       |            | Spectateurs : 7 038 Arbitrage : Michael Svendsen | Spectateurs : 7 038 Arbitrage : Michael Svendsen |
| 21:00 UTC+3 · Historique des rencontres | Rapport                                                                  |       |            | Spectateurs : 7 038 Arbitrage : Michael Svendsen | Spectateurs : 7 038 Arbitrage : Michael Svendsen |

| 9 septembre 2009                        | Lettonie                        | 2 – 2 | Suisse                        | Skonto Stadion, Riga                           |                                                |
| 18:30 UTC+3 · Historique des rencontres | A. Cauņa 62e · V. Astafjevs 75e |       | 43e A. Frei · 80e E. Derdiyok | Spectateurs : 8 600 Arbitrage : Pavel Kravolec | Spectateurs : 8 600 Arbitrage : Pavel Kravolec |
| 18:30 UTC+3 · Historique des rencontres | Rapport                         |       |                               | Spectateurs : 8 600 Arbitrage : Pavel Kravolec | Spectateurs : 8 600 Arbitrage : Pavel Kravolec |

| 9 septembre 2009                        | Moldavie        | 1 – 1 | Grèce        | Zimbru, Chișinău                                  |                                                   |
| 21:30 UTC+2 · Historique des rencontres | V. Andronic 90e |       | 33e T. Gekas | Spectateurs : 9 870 Arbitrage : Daniel Stalhammar | Spectateurs : 9 870 Arbitrage : Daniel Stalhammar |
| 21:30 UTC+2 · Historique des rencontres | Rapport         |       |              | Spectateurs : 9 870 Arbitrage : Daniel Stalhammar | Spectateurs : 9 870 Arbitrage : Daniel Stalhammar |

| 10 octobre 2009                         | Grèce                                           | 5 – 2 | Lettonie                | Stade Karaiskaki, Le Pirée                  |                                             |
| 21:30 UTC+3 · Historique des rencontres | T. Gekas 4e 47e (pen.) 57e 91e · G. Samaras 73e |       | 12e 40e M. Verpakovskis | Spectateurs : 18 981 Arbitrage : Tom Ovrebo | Spectateurs : 18 981 Arbitrage : Tom Ovrebo |
| 21:30 UTC+3 · Historique des rencontres | Rapport                                         |       |                         | Spectateurs : 18 981 Arbitrage : Tom Ovrebo | Spectateurs : 18 981 Arbitrage : Tom Ovrebo |

| 10 octobre 2009                         | Israël                              | 3 – 1 | Moldavie          | Stade Ramat Gan, Tel-Aviv                  |                                            |
| 21:00 UTC+2 · Historique des rencontres | E. Barda 22e 70e · D. Ben Dayan 65e |       | 90+2e D. Calincov | Spectateurs : 8 700 Arbitrage : Kevin Blom | Spectateurs : 8 700 Arbitrage : Kevin Blom |
| 21:00 UTC+2 · Historique des rencontres | Rapport                             |       |                   | Spectateurs : 8 700 Arbitrage : Kevin Blom | Spectateurs : 8 700 Arbitrage : Kevin Blom |

| 10 octobre 2009                         | Luxembourg | 0 – 3 | Suisse                         | Stade Josy Barthel, Luxembourg                             |                                                            |
| 17:45 UTC+2 · Historique des rencontres |            |       | 6e 8e P. Senderos · 22e Huggel | Spectateurs : 8 031 Arbitrage : Eduardo Iturralde Gonzalez | Spectateurs : 8 031 Arbitrage : Eduardo Iturralde Gonzalez |
| 17:45 UTC+2 · Historique des rencontres | Rapport    |       |                                | Spectateurs : 8 031 Arbitrage : Eduardo Iturralde Gonzalez | Spectateurs : 8 031 Arbitrage : Eduardo Iturralde Gonzalez |

| 14 octobre 2009                         | Lettonie                          | 3 – 2 | Moldavie                            | Skonto Stadion, Riga                         |                                              |
| 21:00 UTC+3 · Historique des rencontres | A. Rubins 31e 44e · K. Grebis 76e |       | 25e G. Ovseannicov · 89e V. Sofroni | Spectateurs : 3 800 Arbitrage : Jouni Hyytia | Spectateurs : 3 800 Arbitrage : Jouni Hyytia |
| 21:00 UTC+3 · Historique des rencontres | Rapport                           |       |                                     | Spectateurs : 3 800 Arbitrage : Jouni Hyytia | Spectateurs : 3 800 Arbitrage : Jouni Hyytia |

| 14 octobre 2009                         | Grèce                           | 2 – 1 | Luxembourg                | Stade Karaiskaki, Le Pirée                     |                                                |
| 21:00 UTC+3 · Historique des rencontres | V. Torosidis 30e · T. Gekas 33e |       | 90e (csc) A. Papadopoulos | Spectateurs : 13 932 Arbitrage : Darko Ceferin | Spectateurs : 13 932 Arbitrage : Darko Ceferin |
| 21:00 UTC+3 · Historique des rencontres | Rapport                         |       |                           | Spectateurs : 13 932 Arbitrage : Darko Ceferin | Spectateurs : 13 932 Arbitrage : Darko Ceferin |

| 14 octobre 2009                         | Suisse  | 0 – 0 | Israël | Parc Saint-Jacques, Bâle                         |                                                  |
| 20:00 UTC+2 · Historique des rencontres |         |       |        | Spectateurs : 38 500 Arbitrage : Alexandru Tudor | Spectateurs : 38 500 Arbitrage : Alexandru Tudor |
| 20:00 UTC+2 · Historique des rencontres | Rapport |       |        | Spectateurs : 38 500 Arbitrage : Alexandru Tudor | Spectateurs : 38 500 Arbitrage : Alexandru Tudor |

## Buteurs
| Pos | Joueur                 | Pays       | Buts |
| --- | ---------------------- | ---------- | ---- |
| 1   | Theofanis Gekas        | Grèce      | 10   |
| 2   | Elyaniv Barda          | Israël     | 6    |
| 3   | Alexander Frei         | Suisse     | 5    |
| 3   | Blaise Nkufo           | Suisse     | 5    |
| 5   | Angelos Charisteas     | Grèce      | 4    |
| 5   | Omer Golan             | Israël     | 4    |
| 7   | Yossi Benayoun         | Israël     | 3    |
| 7   | Ben Sahar              | Israël     | 3    |
| 7   | Maris Verpakovskis     | Lettonie   | 3    |
| 10  | Georgios Samaras       | Grèce      | 2    |
| 10  | Vasilis Torosidis      | Grèce      | 2    |
| 10  | Vitālijs Astafjevs     | Lettonie   | 2    |
| 10  | Aleksandrs Cauņa       | Lettonie   | 2    |
| 10  | Ģirts Karlsons         | Lettonie   | 2    |
| 10  | Andrejs Rubins         | Lettonie   | 2    |
| 10  | Philippe Senderos      | Suisse     | 2    |
| 17  | Kóstas Katsouránis     | Grèce      | 1    |
| 17  | Dimitris Salpigidis    | Grèce      | 1    |
| 17  | Aviram Baruchyan       | Israël     | 1    |
| 17  | David Ben Dayan        | Israël     | 1    |
| 17  | Klemi Saban            | Israël     | 1    |
| 17  | Salim Toama            | Israël     | 1    |
| 17  | Kaspars Gorkss         | Lettonie   | 1    |
| 17  | Kristaps Grebis        | Lettonie   | 1    |
| 17  | Deniss Ivanovs         | Lettonie   | 1    |
| 17  | Vladimirs Koļesņičenko | Lettonie   | 1    |
| 17  | Andrejs Perepļotkins   | Lettonie   | 1    |
| 17  | Aleksejs Višņakovs     | Lettonie   | 1    |
| 17  | Jurijs Zigajevs        | Lettonie   | 1    |
| 17  | Jeff Strasser          | Luxembourg | 1    |
| 17  | Fons Leweck            | Luxembourg | 1    |
| 17  | René Peters            | Luxembourg | 1    |
| 17  | Serghei Alexeev        | Moldavie   | 1    |
| 17  | Valeriu Andronic       | Moldavie   | 1    |
| 17  | Denis Calincov         | Moldavie   | 1    |
| 17  | Gheorghe Ovseannicov   | Moldavie   | 1    |
| 17  | Igor Picușceac         | Moldavie   | 1    |
| 17  | Veaceslav Sofroni      | Moldavie   | 1    |
| 17  | Eren Derdiyok          | Suisse     | 1    |
| 17  | Gelson Fernandes       | Suisse     | 1    |
| 17  | Stéphane Grichting     | Suisse     | 1    |
| 17  | Benjamin Huggel        | Suisse     | 1    |
| 17  | Marco Padalino         | Suisse     | 1    |
| 17  | Hakan Yakin            | Suisse     | 1    |

| Joueur              | Pays                    | Buts csc |
| ------------------- | ----------------------- | -------- |
| Avraam Papadopoulos | Grèce (pour Luxembourg) | 1        |